# Nakagawa (Tochigi)
Nakagawa (那珂川町 Nakagawa-machi?) es un pueblo en la prefectura de Tochigi, Japón, localizado en la parte central de la isla de Honshū, en la región de Kantō. El 1 de marzo de 2021 tenía una población estimada de 14 921 habitantes y una densidad de población de 77 personas por km².

## Geografía
Nakagawa se encuentra en el noreste de la prefectura de Tochigi, bordeado al este por la prefectura de Ibaraki.

## Historia
El pueblo de Batō fue creado el 29 de mayo de 1891 y Ogawa el 1 de julio de 1938, ambos dentro del distrito de Nasu. Nakagawa se creó el 1 de octubre de 2005 tras la fusión de estos dos. El 4 de octubre de 2013, una parte de la ciudad fue designada como uno de los pueblos más bellos de Japón.

## Demografía
Según los datos del censo japonés, la población de Nakagawa ha disminuido en los últimos 50 años.
| Gráfica de evolución demográfica de Nakagawa entre 1960 y 2015 |
|                                                                |
| Oficina de Estadísticas de Japón                               |